# Wizernes
Wizernes är en kommun i departementet Pas-de-Calais i regionen Hauts-de-France i norra Frankrike. Kommunen ligger i kantonen Saint-Omer-Sud som tillhör arrondissementet Saint-Omer. År 2022 hade Wizernes 3 339 invånare.

## Befolkningsutveckling
Antalet invånare i kommunen Wizernes
| Referens: INSEE |